# Igreja de São Luís dos Franceses (Sevilla)

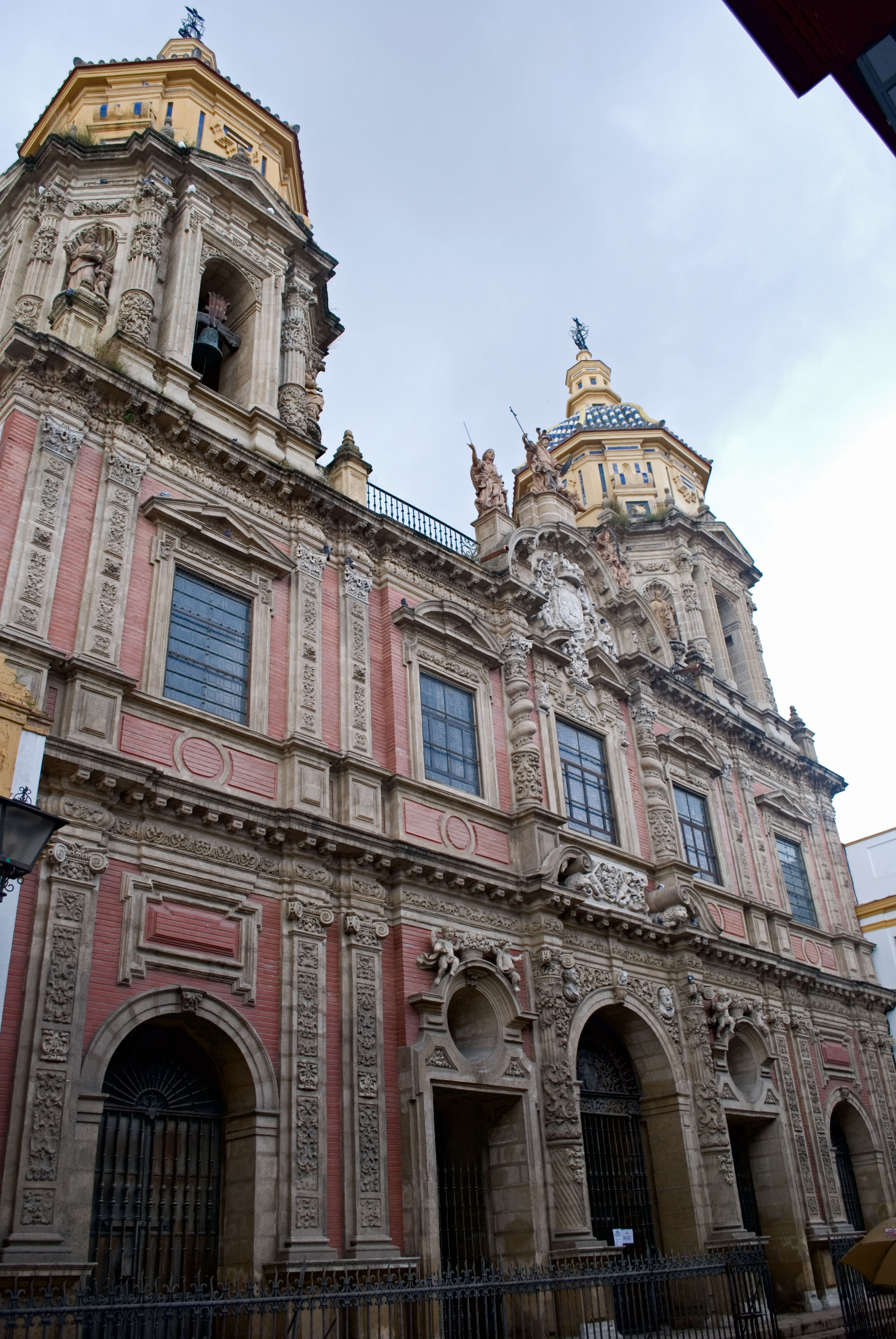
São Luís dos Franceses, Sevilha

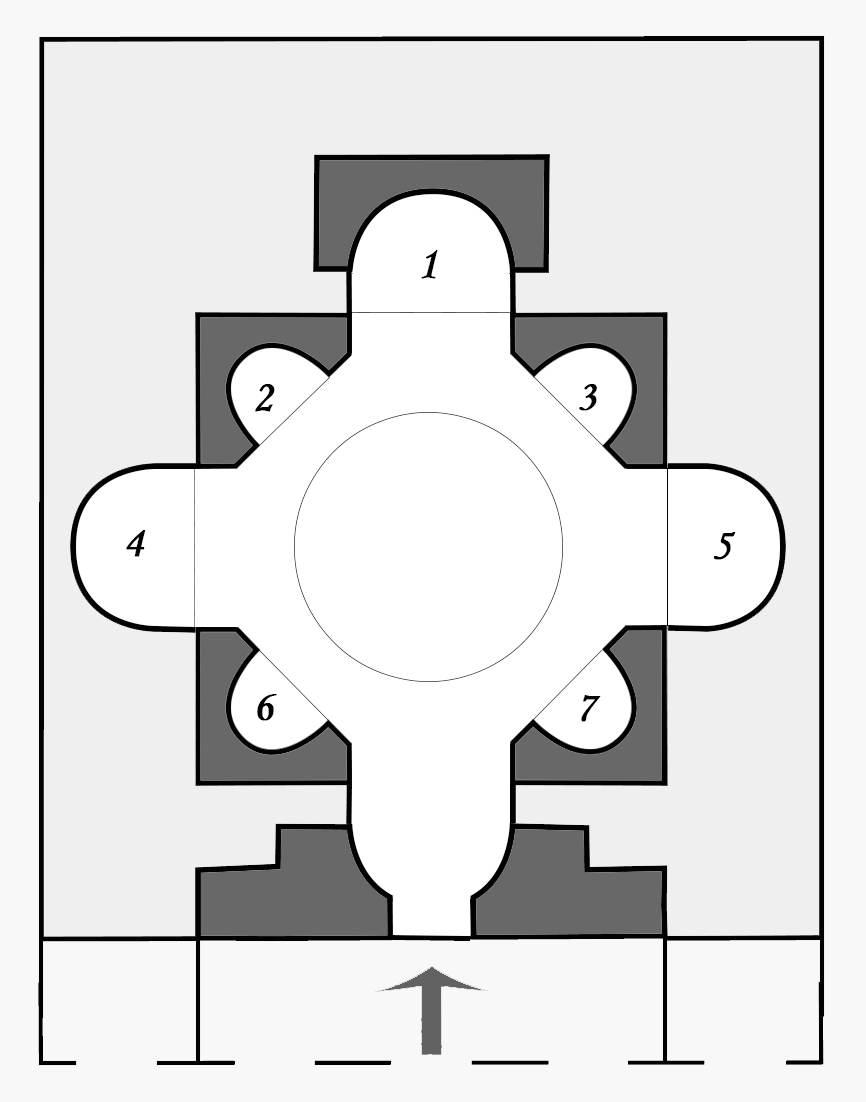
Planta de San Luis dos Franceses.1.
Retablo maior, 2.
Retablo dedicado a San Ignacio de Loyola, 3.
Retablo dedicado a San Francisco Javier, 4.
Retablo dedicado a San Francisco de Borja, 5.
Retablo dedicado a San Estanislao de Kostka, 6.
Retablo dedicado a San Luis Gonzaga.
7. Retablo dedicado a San Juan Francisco Régis

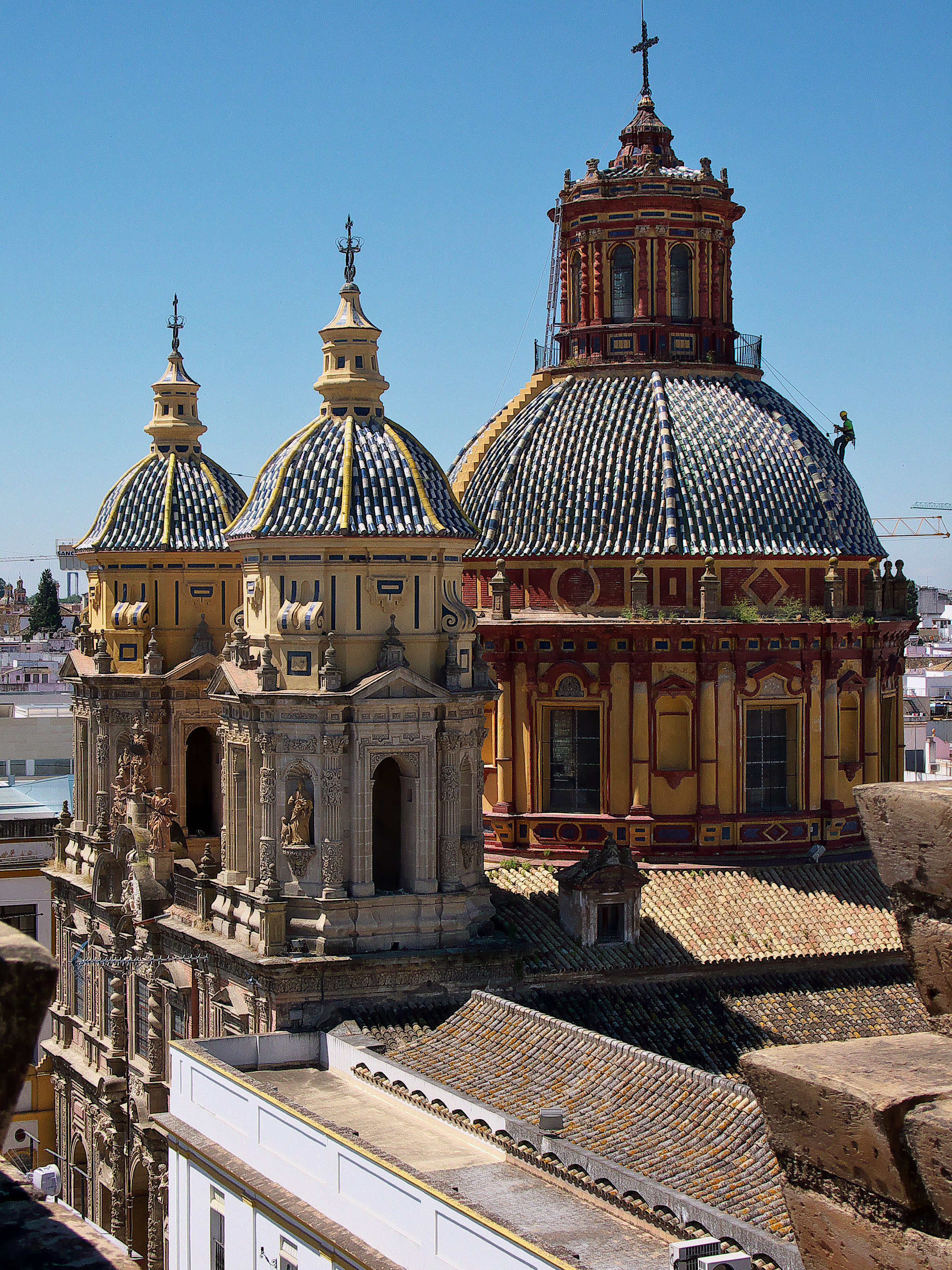
Exterior das cúpulas

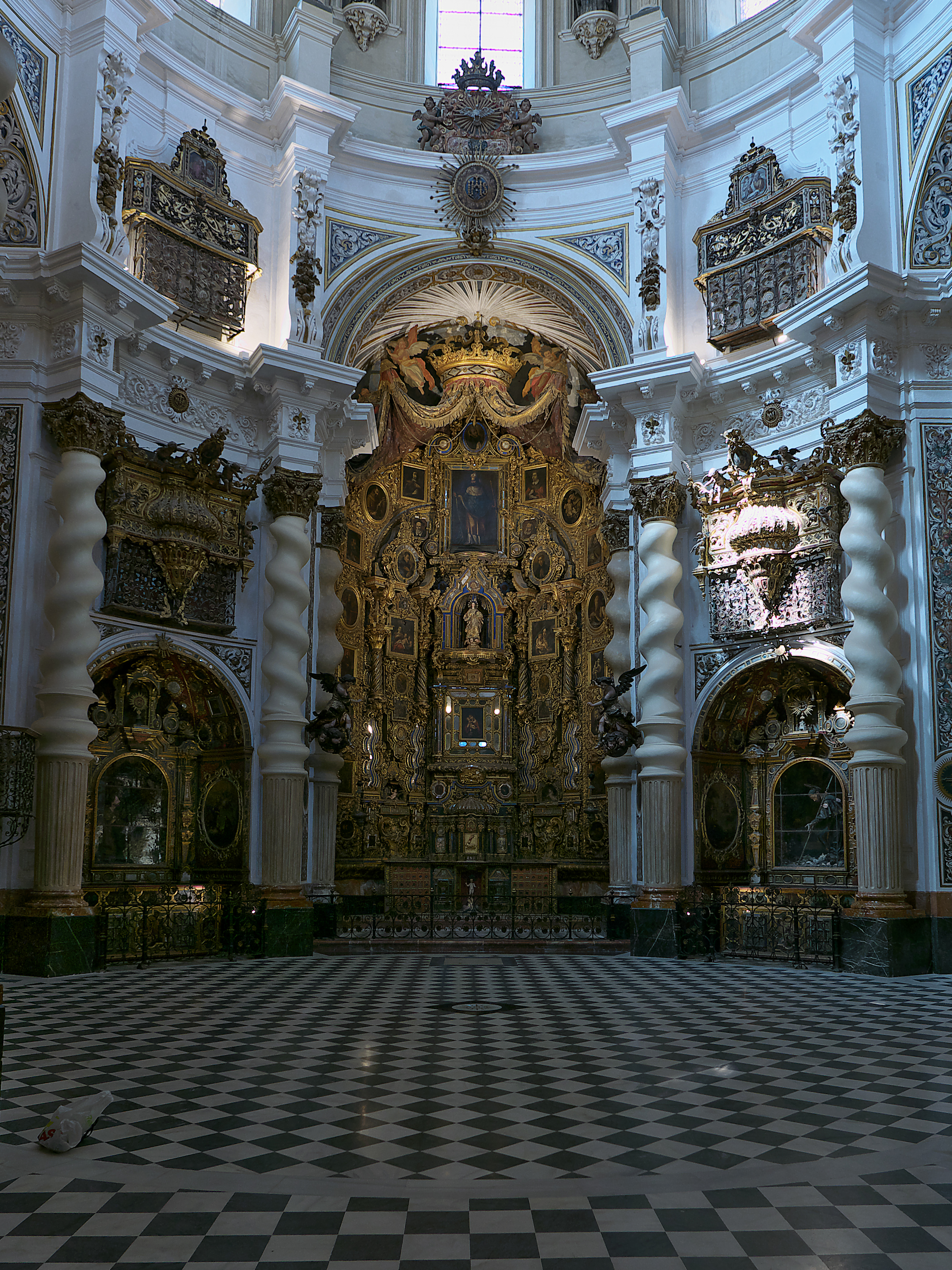
Retablo maior

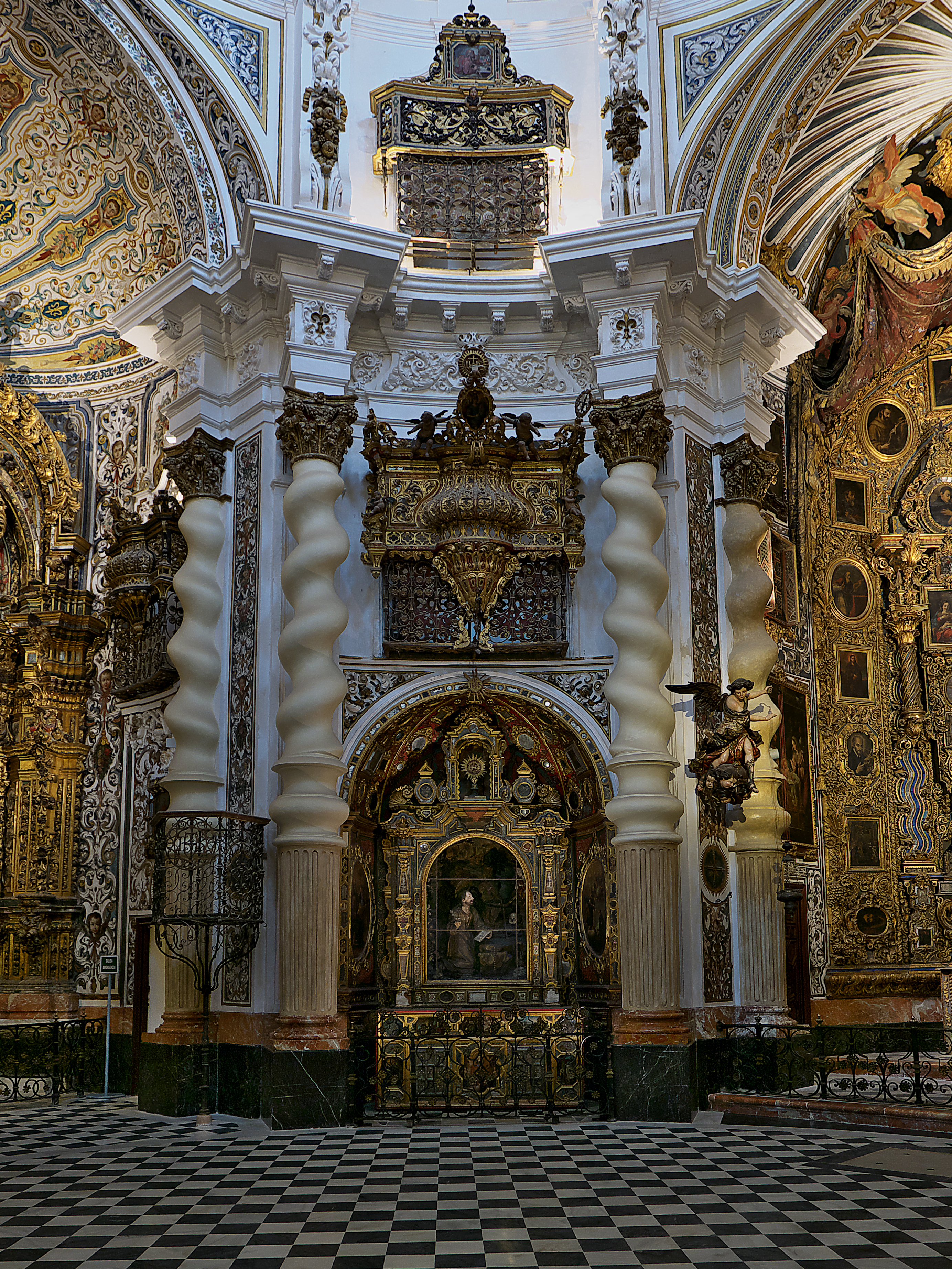
Retablo dedicado a San Ignacio de Loyola

A igreja de São Luís dos Franceses constitui um destacado exemplo de arquitectura barroca do século XVIII . Está localizada no centro histórico de Sevilla (Espanha). Foi desenhada pelo arquitecto Leonardo de Figueroa e construída entre 1699 e 1730 por encarrego da Companhia de Jesus. Na actualidade pertence à Conselho de Sevilla. Em 1767, o Rei Carlos III expulsou os jesuítas devido ao seu poder internacional e à sua fidelidade ao Papa, uma ameaça à monarquia e à nação espanholas. Depois da expulsão dos jesuítas de Espanha em 1835 teve diferentes usos, sendo por fim dessacralizada. Tiveram que abandonar este mosteiro em Sevilha.

## Galeria de imagens

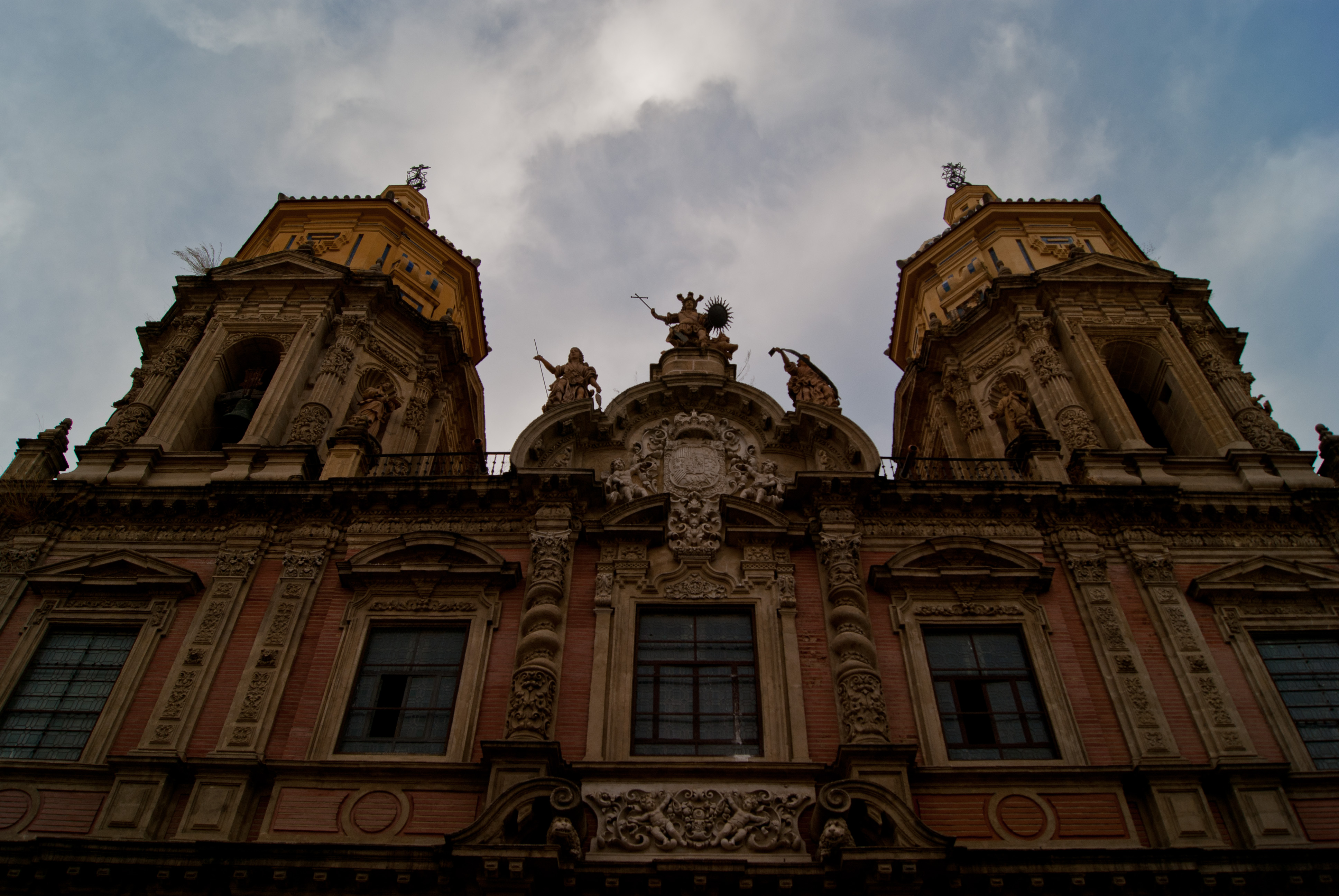
Fachada principal
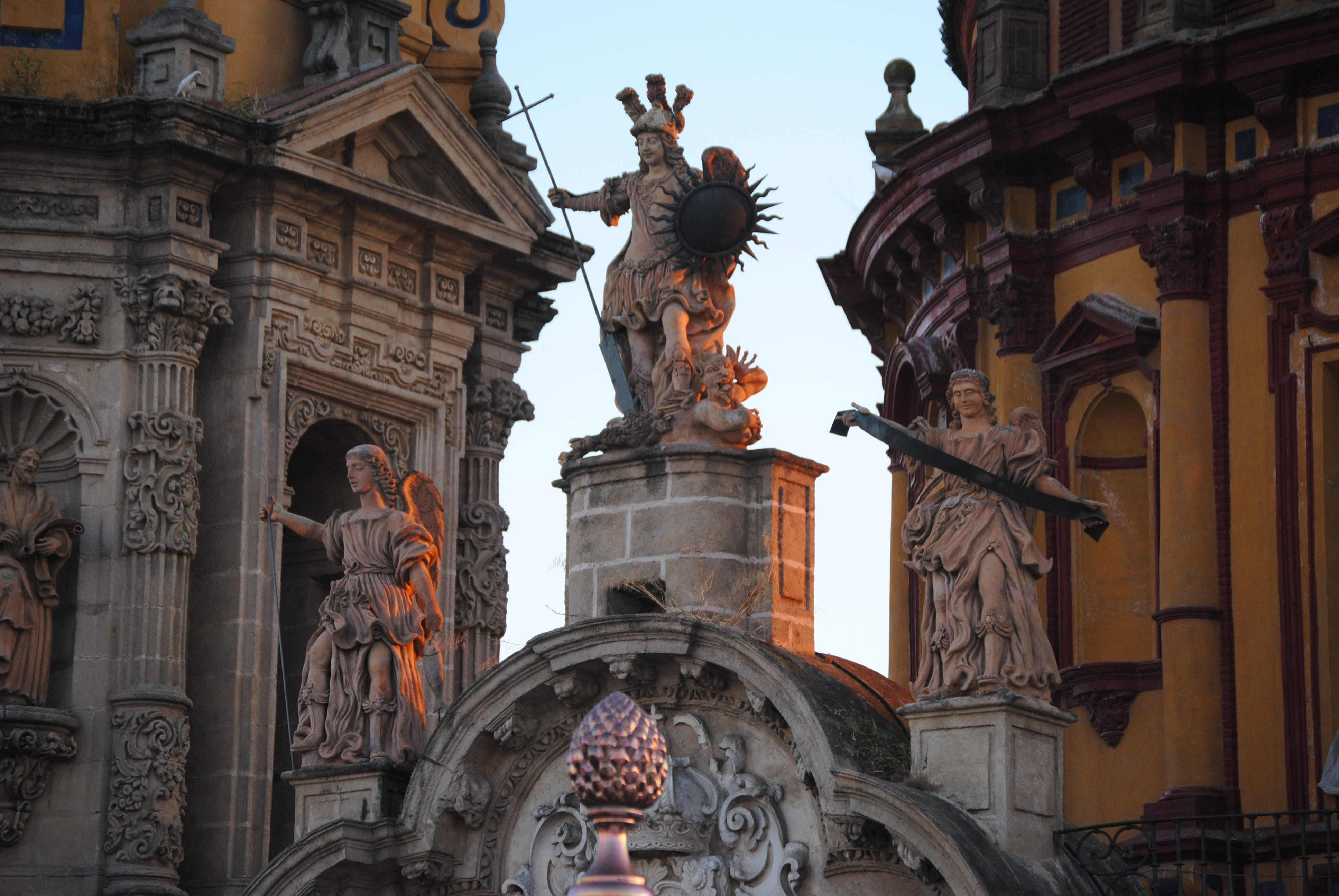
Os três arcanjos
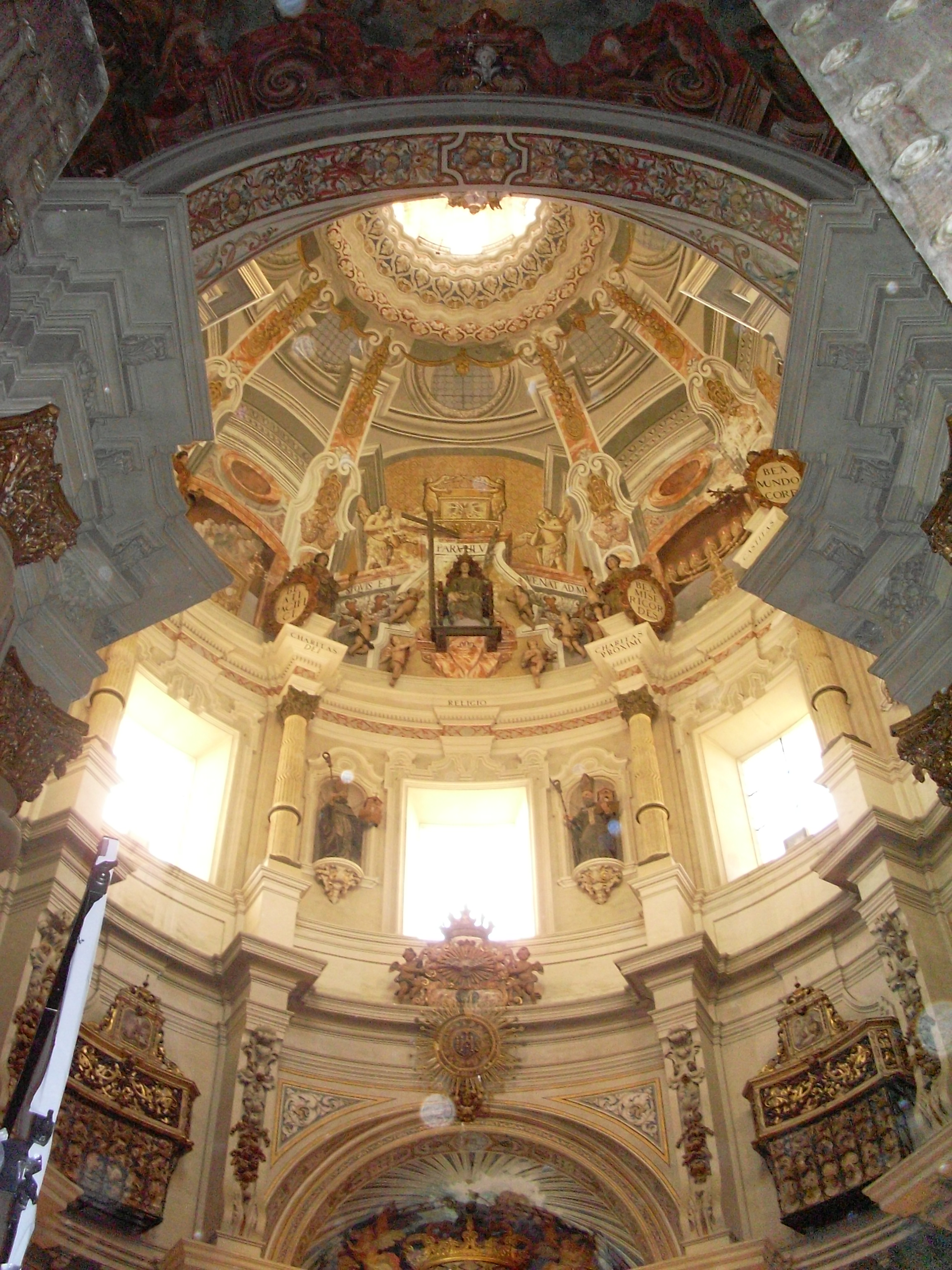
Cúpula
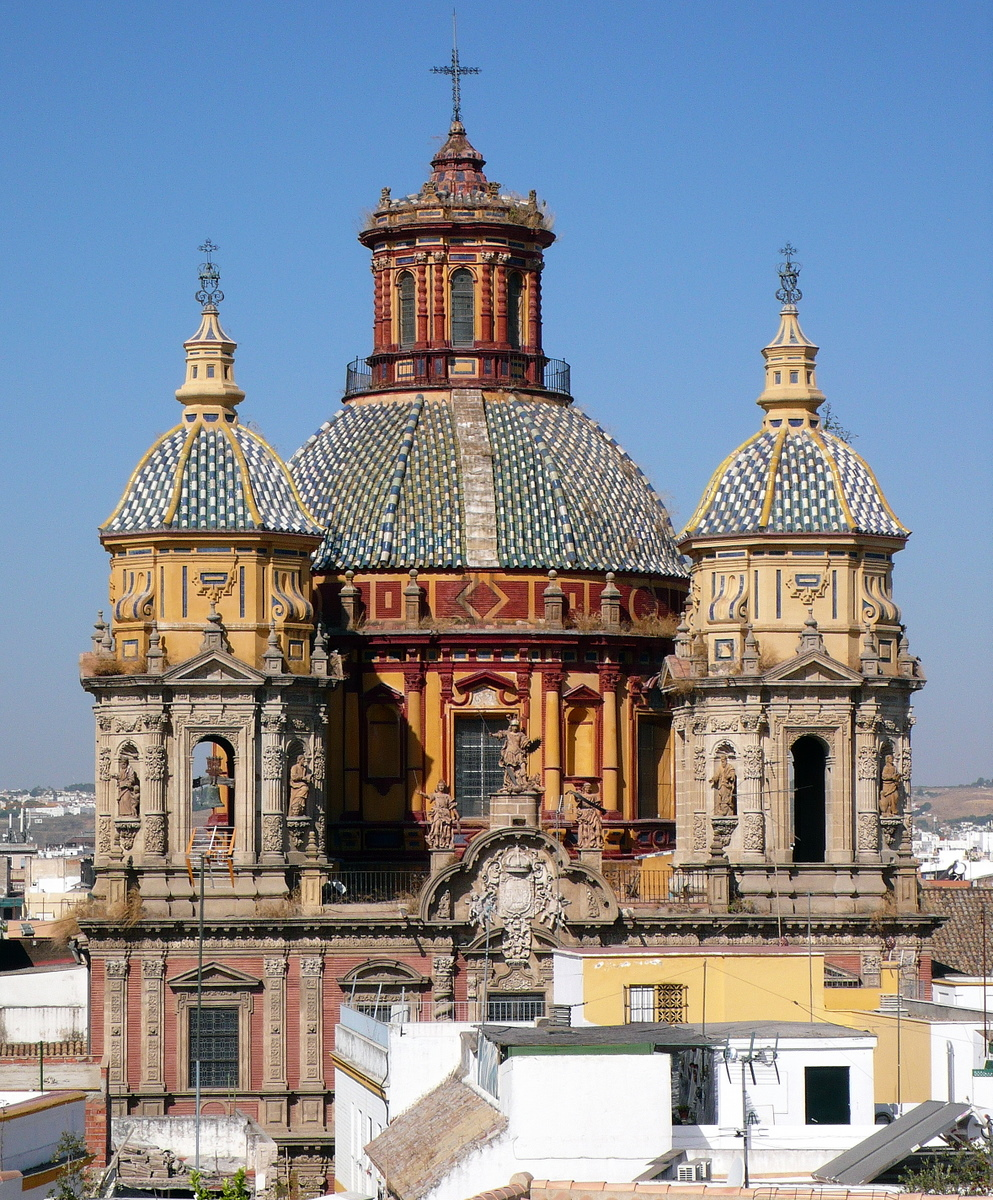
Exterior das cúpulas.
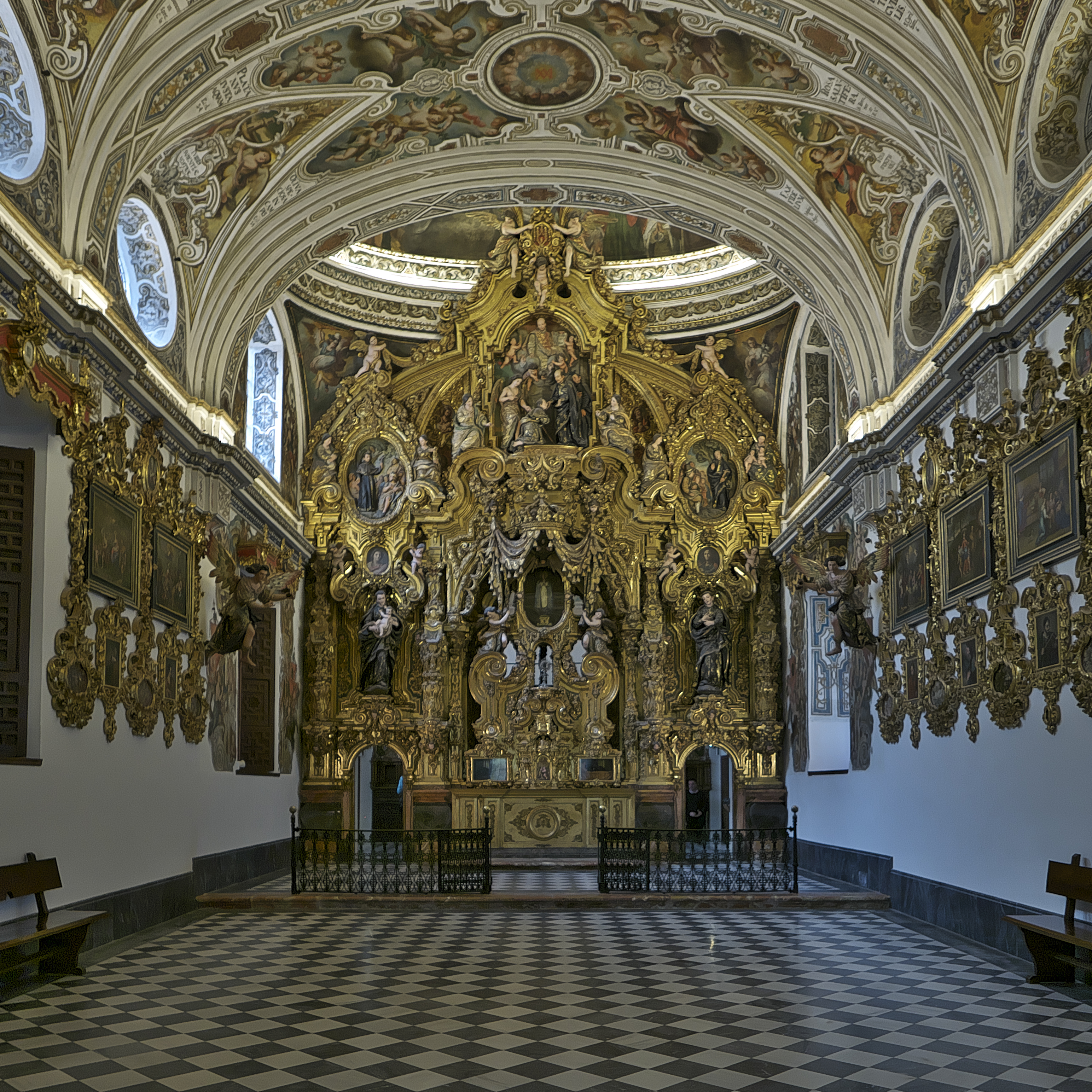
Vista da Capela Doméstica.
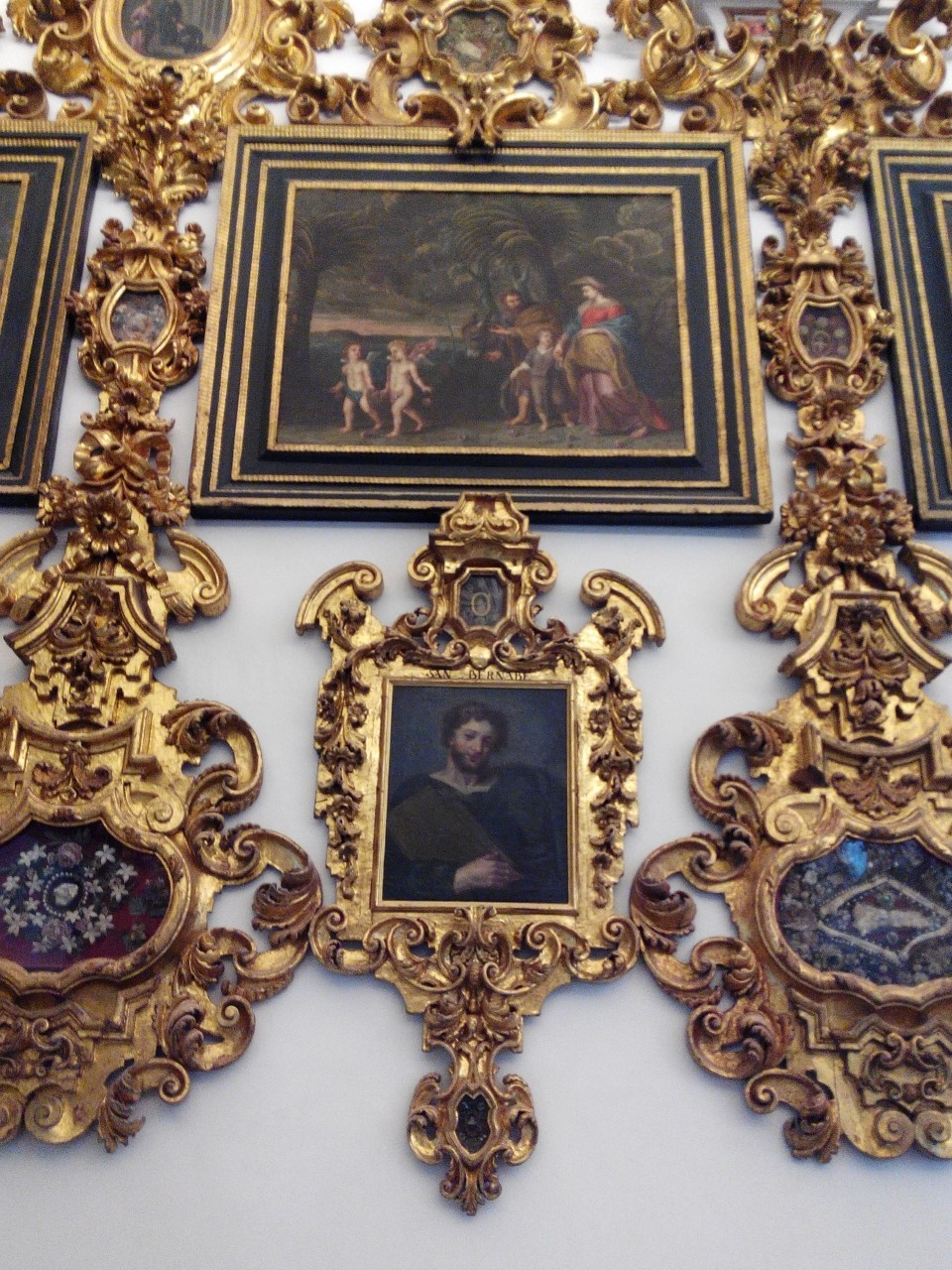
Detalhe da rica ornamentação existente na Capela Doméstica.